# Trampa para turistas
Trampa para turistas es una película de terror slasher de 1979 dirigida por David Schmoeller. Protagonizada por Chuck Connors, Jocelyn Jones, Jon Van Ness, Robin Sherwood, Tanya Roberts, Dawn Jeffory, Keith McDermott y Shailar Coby.

## Argumento
Cuatro adolescentes buscan a su amigo perdido en Slausen's Lost Oasis, una trampa para turistas con un museo abandonado con maniquíes muy reales. El propietario es un hombre de mediana edad algo agradable y un poco extraño, que les explica que cuando se construyó la nueva carretera, su museo dejó de ser visitado por los turistas. Mientras avanza la noche, uno por uno, los adolescentes desaparecen cerca de la casa del Sr. Slausen. Lo que ellos no saben es que dentro de la casa se oculta Davey, el hermano menor del Sr. Slausen, un loco dotado con telekinesis, fuerza sobrehumana, y talentoso para construir maniquíes.

## Reparto
- Chuck Connors     ... 	Sr. Slausen
- Jocelyn Jones	... 	Molly
- Jon Van Ness	... 	Jerry
- Robin Sherwood	... 	Eileen
- Tanya Roberts	... 	Becky
- Dawn Jeffory	... 	Tina
- Keith McDermott	... 	Woody
- Shailar Coby	... 	Davey